# Sarcophaga heptapotamica
Sarcophaga heptapotamica är en tvåvingeart som först beskrevs av Boris Borisovitsch Rohdendorf 1937.  Sarcophaga heptapotamica ingår i släktet Sarcophaga och familjen köttflugor.
Artens utbredningsområde är Kazakstan. Inga underarter finns listade i Catalogue of Life.